# Colurella marinovi
Colurella marinovi är en hjuldjursart som beskrevs av Althaus 1957. Colurella marinovi ingår i släktet Colurella och familjen Lepadellidae. Inga underarter finns listade i Catalogue of Life.